# Antonio Carbonell
Antonio Carbonell Muñoz (Madrid, 21 d'agost de 1969), és un cantant i compositor espanyol, conegut per haver participat en el Festival de la Cançó d'Eurovisió 1996.

## Biografia
Pertany a la saga flamenca dels Carbonell. Fill del conegut cantautor Montoyita (entre els últims treballs del qual es destaquen les seves col·laboracions amb el ballador Joaquín Cortés), germà del guitarrista José Carbonell "Montoyita" i les balladores Victoria Carbonell "La Globo" i Aurora Carbonell "La Pelota" (vídua d'Enrique Morente); oncle d'Estrella Morente, Soleá Morente i José Enrique Morente, i cosí dels components dels grups musicals Ketama i La Barbería del Sur. Des de sempre ha estat lligat a la música i al flamenc.
Ha realitzat col·laboracions amb artistes com Enrique Morente i Manolo Sanlúcar.
El seu primer treball Ilusiones va tenir un èxit discret. Més tard, i amb motiu de la seva participació en el Festival de la Cançó d'Eurovisió 1996, publicaria un segon àlbum ¡Ay, qué deseo!. Amb el tema homònim, compost per Ketama, va aconseguir un discret número vint (de 23 països) en el festival celebrat a Oslo, Noruega.
A part dels seus dos treballs en solitari, la contribució d'Antonio Carbonell pot veure's en àlbums recopilatoris com ara Cante gitano, Directo desde Casa Patas, Esencias flamencas y Lo mejor que tengo.
El 22 de juny de 2007 va participar en un concert de RBD a Madrid, ballant flamenc amb Anahí Puente. Posteriorment ha realitzat nombroses actuacions com a cantaor acompanyat a la guitarra pel seu germà 'Montoyita'.